# Le Gault-du-Perche
Le Gault-du-Perche, in precedenza Le Gault-Perche, è un comune francese di 283 abitanti situato nel dipartimento del Loir-et-Cher nella regione del Centro-Valle della Loira.

## Società

### Evoluzione demografica
Abitanti censiti